# نواف التمیاط
نواف تمیاط (عربی: نواف التمياط؛ زادهٔ ۲۸ ژوئن ۱۹۷۶) یک بازیکن فوتبال اهل عربستان سعودی است که در سال ۲۰۰۰ بازیکن سال فوتبال آسیا شده‌است.
وی همچنین در تیم ملی فوتبال عربستان سعودی بازی کرده‌است.